# Nucèria del Brútium
Nucèria (en llatí Nuceria Bruttium) era una ciutat del Brútium prop de Terina. Encara que no esmentada per cap autor clàssic s'han trobat monedes amb la paraula grega Noukrinon (ΝΟΥΚΡΙΝΩΝ) (les monedes de Nuceria Alfaterna porten inscripcions en llengua osca i, per tant, no pot ser la mateixa ciutat). Sembla que tenia estrets contactes amb Terina i Rhegion.
És la moderna Nocera Terinese a la desembocadura del riu Savuto. En queden forces restes romanes que antigament se suposava corresponien a Terina.